# Timmy Yip
Timmy Yip (葉錦添; 1967) é um decorador de arte chinês. Venceu o Oscar de melhor direção de arte na edição de 2001 por Crouching Tiger, Hidden Dragon.